# Giraffa sivalensis
Giraffa sivalensis és una espècie extinta de giràfid. Fou descoberta a les muntanyes Siwalik (Índia). Existí entre el Pliocè i el Plistocè. L'holotip és una vèrtebra cervical ben conservada. Així mateix, s'hi han assignat fragments de tíbies, un radi i dents. Segons uns càlculs publicats el 2015, pesava uns 400 kg, tenia el coll de 147 cm i atenyia fins a 4 metres d'alçada.

## Història del descobriment
G. sivalensis fou el primer representant fòssil de la família dels giràfids a ser descobert. La vèrtebra que posteriorment en seria designada l'holotip fou descoberta a Siwalik per Proby Cautley el 1838. El 1843 descrigué formalment l'espècie juntament amb Hugh Falconer. La localització anatòmica de la vèrtebra ha estat objecte de debat. Falconer considerava que era una tercera vèrtebra cervical. Richard Lydekker, en canvi, es basà en descobriments posteriors per afirmar que era una cinquena vèrtebra cervical i que, a més a més, pertanyia a un individu bastant petit.